# Sha-lin-wu-la
Sha-lin-wu-la är ett berg i Mongoliet, på gränsen till Kina. Det ligger i den sydvästra delen av landet, 900 km sydväst om huvudstaden Ulan Bator. Toppen på Sha-lin-wu-la är 1 109 meter över havet.
Terrängen runt Sha-lin-wu-la är platt.  Trakten runt Sha-lin-wu-la är nära nog obefolkad, med färre än två invånare per kvadratkilometer. Det finns inga samhällen i närheten. Trakten runt Sha-lin-wu-la är ofruktbar med lite eller ingen växtlighet.
Klimatförhållandena i området är arida. Årsmedeltemperaturen i trakten är 12 °C. Den varmaste månaden är juli, då medeltemperaturen är 30 °C, och den kallaste är december, med −12 °C. Genomsnittlig årsnederbörd är 67 millimeter. Den regnigaste månaden är juni, med i genomsnitt 24 mm nederbörd, och den torraste är maj, med 1 mm nederbörd.